# Джузеппе Торріані
Джузеппе Торріані (італ. Giuseppe Torriani, 10 грудня 1904, Мілан — 21 січня 1942, там само]) — італійський футболіст, що грав на позиції лівого нападника
Виступав, зокрема, за клуби «Ювентус» та «Мілан». чемпіон Італії.

## Кар'єра
В 1922—1925 роках грав у команді «Леньяно». В 1925 році перейшов у команду «Ювентус», в складі якої в першому ж сезоні здобув титул чемпіона Італії. Грав на позиції лівого крайнього нападника, а також при потребі на протилежному фланзі. Основна п'ятірка нападників клубу в тому сезоні виглядала так: Мунераті — Вояк — Пасторе — Хірзер — Торріані. Лише Джузеппе і воротар Джанп'єро Комбі зіграли в усіх 27 матчах того чемпіонату.. 
Зіграв у основі туринського клубу ще один сезон, після чого 1927 року перейшов у «Мілан», де виступав 8 років. 
Завершивши кар'єру, став тренером у нижчих дивізіонах. Незабаром важко захворів. Тривалий час приховував свою хворобу, намагаючись триматись оптимістом.. Помер 21 січня 1942 у віці 37 років.

## Титули і досягнення
- Чемпіон Італії (1):

«Ювентус»: 1925–1926